# Elecciones generales de San Cristóbal y Nieves de 1995
Elecciones generales tuvieron lugar en San Cristóbal y Nieves el 3 de julio de 1995. El resultado fue una victoria para el Partido Laborista de San Cristóbal y Nieves, el cual ganó siete de once escaños. La participación electoral fue de 68,4%.

## Resultados
| Partido                                     | Votos  | %    | Escaños | +/- |
| ------------------------------------------- | ------ | ---- | ------- | --- |
| Partido Laborista de San Cristóbal y Nieves | 10 662 | 49,2 | 7       | +3  |
| Movimiento de Acción Popular                | 7 530  | 34,7 | 1       | -3  |
| Movimiento de los Ciudadanos Responsables   | 1 777  | 8,2  | 2       | 0   |
| Partido Reformista de Nieves                | 1 521  | 7,0  | 1       | 0   |
| Partido Popular Unido                       | 71     | 0,3  | 0       | 0   |
| Independientes                              | 3      | 0,0  | 0       | 0   |
| Votos blancos/nulos                         | 126    | –    | –       | –   |
| Total                                       | 21 690 | 100  | 11      | 0   |
| Fuente: Nohlen                              |        |      |         |     |